# Phoenix (album av Dreamtale)
Phoenix är det finländska power metal-bandet Dreamtales fjärde studioalbum, utgivet i juni 2008 på Motley och i Japan på Avalon i maj samma år. Albumet föregicks av singlarna "Payback" och "Take What the Heavens Create".
Bandet hade inför inspelningarna fått en nästan helt ny line-up. Nya medlemmar var sångaren Erkki Seppänen, gitarristen Seppo Kolehmainen, keyboardisten Akseli Kaasalainen samt trummisen Arto Pitkänen. Phoenix var också Dreamtales sista album med basisten Pasi Ristolainen.

## Låtlista
1. "Yesterday's News" – 3:32
2. "Eyes of the Clown" – 4:43
3. "Payback" – 4:44
4. "Failed States" – 3:49
5. "Take What the Heavens Create" – 2:53
6. "Great Shadow" – 5:15
7. "No Angels No More" – 3:49
8. "Faceless Men" – 4:16
9. "Firebird" – 3:47
10. "The Vigilante" – 4:46

## Låtlista för den japanska utgåvan
1. "Lady Dragon" – 4:15
2. "Eyes of the Clown" – 4:43
3. "Payback" – 4:44
4. "Yesterday's News" – 3:32
5. "Failed States" – 3:49
6. "Take What the Heavens Create" – 2:53
7. "The Vigilante" – 4:46
8. "Great Shadow" – 5:15
9. "Between Love and Hate" – 4:04
10. "No Angels No More" – 3:49
11. "Faceless Men" – 4:16
12. "Firebird" – 3:47

## Medverkande
Musiker
- Erkki Seppänen – sång
- Rami Keränen – gitarr, bakgrundssång
- Seppo Kolehmainen – gitarr
- Pasi Ristolainen – basgitarr, bakgrundssång
- Akseli Kaasalainen – keyboard
- Arto Pitkänen – trummor

Bidragande musiker
- Sanna Natunen – bakgrundssång
- Leena Riihiviita – bakgrundssång
- Timo Niemistö – bakgrundssång
- Tero Koski – keyboard
- Jussi Kulomaa – keyboard
- Rolf Pilve – trumprogrammering
- Netta Eklund – sång

Produktion
- Pasi Ristolainen – producent, mixning, mastering
- Rami Keränen – inspelningstekniker
- Akseli Kaasalainen – inspelningstekniker
- Seppo Kolehmainen – inspelningstekniker
- Paolo de Rindell – albumkonst
- Harri Hinkka – foto